# Mikel Roteta
Mikel Roteta Lopetegui (San Sebastián, Guipúzcoa, 16 de enero de 1970) es un exfutbolista español que jugaba de defensa central. 
Marcador central con amplia experiencia tanto en las divisiones inferiores como superiores del fútbol español. Defensa férreo y muy fuerte, difícil de rebasar. Su veteranía era un grado.
La mayor parte de su carrera la ejerció en el Málaga C.F. y fue junto a Sandro Sierra, Bravo, Basti y Movilla los únicos jugadores del Málaga C.F. que vivieron los ascensos de 2ªB a 2ª y de 2ª a 1ª. 
Fue el autor del gol que le dio la Intertoto, el primer título europeo para un equipo andaluz, al Málaga CF. Actualmente trabaja como representante de futbolistas, como el jugador del CD Tenerife, Gaizka Saizar.
Como entrenador, entrenó al Añorga, Real Unión B, Usúrbil (consiguiendo un ascenso) y al Touring.

## Clubs

### Como jugador
| Club            | País   | Año       |
| --------------- | ------ | --------- |
| Real Sociedad B | España | 1989-1990 |
| Real Sociedad   | España | 1990-1991 |
| FC Barcelona B  | España | 1991-1994 |
| Cartagena FC    | España | 1994-1995 |
| Real Jaén       | España | 1995-1997 |
| Málaga CF       | España | 1997-2003 |
| Real Murcia     | España | 2003-2004 |
| Xerez CD        | España | 2004-2005 |
| Real Unión Irún | España | 2005-2007 |

## Palmarés

### Copas internacionales
| Título                    | Club         | País   | Año  |
| ------------------------- | ------------ | ------ | ---- |
| Copa Intertoto de la UEFA | Málaga C. F. | España | 2002 |

### Campeonatos nacionales
| Título             | Club            | País   | Año     |
| ------------------ | --------------- | ------ | ------- |
| Segunda División B | Real Jaén C. F. | España | 1995-96 |
| Segunda División B | Málaga C. F.    | España | 1997-98 |
| Segunda División   | Málaga C. F.    | España | 1998-99 |